# Língua moksha
A língua moksha (мокшень кяль) faz parte do grupo de línguas fino-voltaicas, subdivisão das línguas urálicas. São cerca de 500 mil seus falantes nativos, os quais vivem na parte ocidental da Mordóvia.
Sua língua mais próxima é o érzia, com a qual, porém, não é mutuamente inteligível. Também é considerada com relacionada com as extintas línguas meshcheriana e muromiana. Hoje são seis os dialetos do moksha: Central, Ocidental (ou Zubu), Sudoeste, Norte, Sul e Sudeste.

## Oficial
O moksha é um dos três idiomas oficiais da Mordóvia. O direito ao uso da língua é garantido pela Constituição da República da Mordóvia. Porém, não há nenhuma lei regulando o uso da língua da Mordóvia. Cortes de justiça e órgãos do governo fazem procedimentos e emitem documentos oficiais em moksha, érzia e em russo.

## Fonologia
Devido ao extenso uso de aglutinação, as palavras em moksha podem ser bem longas.
O acento tônico recai sempre na primeira sílaba da palavra. A tonicidade é acompanhada de mudanças na qualidade da vogal. A tonicidade não é muito forte e todas as palavras parecem ser fracamente acentuadas.

### Vogais
São oito as vogais, cujas funções gramaticais e léxicas são muito significativas e controladas de forma rígida, não havendo praticamente nenhuma alofonia. São fonemas sempre diferentes na sílaba inicial. Para sílabas outras ver a morfonologia a seguir. A língua moksha perdeu seu antigo sistema de harmonia vocálica.
|         | Anterior | Central | posterior |
| ------- | -------- | ------- | --------- |
| Fechada | i        | (ɨ)     | u         |
| Média   | e        | ə       | o         |
| Aberta  | æ        | a       |           |

### Consoantes
São 33 os sons consoantes do in moksha. A palatalização, característica presente nas línguas urálicas, é contrastiva para as alveolares. Há uma consoante alveolar-fricativa-palatizada surda, que não tem correspondente não palatizada. A fricativa pós-alveolar não contrapartida palatalizada.
|             |            | Labial | Alveolar | Alveolar | Pós -alveolar | Palatal | Velar |
| simples     | palatizada | Labial |          |          | Pós -alveolar | Palatal | Velar |
| ----------- | ---------- | ------ | -------- | -------- | ------------- | ------- | ----- |
| Nasal       | Nasal      | m      | n        | nʲ       |               |         |       |
| Plosiva     | sonora     | b      | d        | dʲ       |               |         | ɡ     |
| Plosiva     | surda      | p      | t        | tʲ       |               |         | k     |
| Africada    | surda      |        | t͡s       | t͡sʲ      | t͡ɕ            |         |       |
| Fricativa   | sonora     | v      | z        | zʲ       | ʒ             |         |       |
| Fricativa   | surda      | f      | s        | sʲ       | ʃ             | ç       | x     |
| Vibrante    | sonora     |        | r        | rʲ       |               |         |       |
| Vibrante    | surda      |        | r̥        | rʲ̥       |               |         |       |
| Aproximante | sonora     |        | l        | lʲ       |               | j       |       |
| Aproximante | surda      |        | l̥        | lʲ̥       |               | ȷ̊       |       |

## Gramática
Em moshka não há gênero gramatical nem harmonia vocálica, como na maioria das línguas urálicas.

## Escrita
O moshka é escrito com o alfabeto cirílico com as mesmas pronúncias da [[língua russa] e, em consequência, as vogais de sons  e, ä, ə não são indicadas de forma consistente. Assim, a versão Moksha desse alfabeto apresenta diversas letras adicionais e oito dígrafos ou letras com diacríticos. Although the use of the Latin script for Moksha was officially approved by the CIK VCKNA (General Executive Committee of the All Union New Alphabet Central Committee) on June 25, 1932, it was never implemented.
SIL code:  MDF
ISO 639-2:  mdf

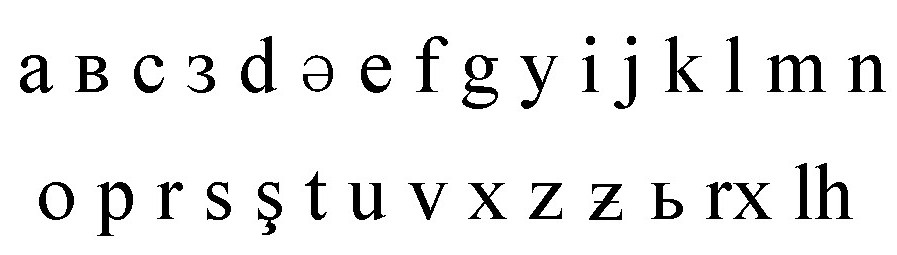
Alfabeto Moksha Latino 1930

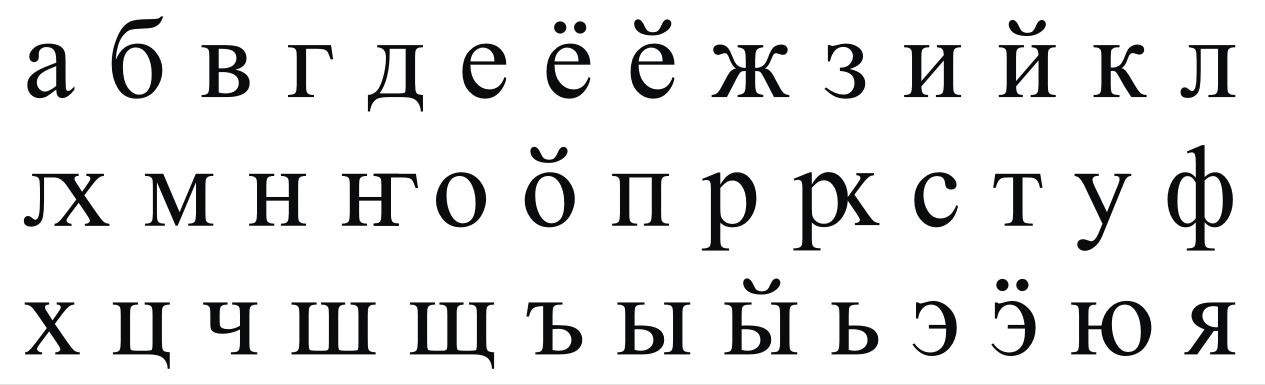
Alfabeto Moksha Cirílico 1924–1927

- Latino  (193s): A/a, B/в, C/c, Ç/ç, D/d, Ə/ә, E/e, F/f, G/g, Y/y, I/i, J/j, K/k, L/l, M/m, N/n, O/o, P/p, R/r, S/s, Ş/ş, T/t, U/u, V/v, X/x, Z/z, ƶ, ь, rx, lh
- Alfabeto Russo: А/а, Б/б, В/в, Г/г, Д/д, Е/е, Ё/ё, Ж/ж, З/з, И/и, Й/й, К/к, Л/л, М/м, Н/н, О/о, П/п, Р/р, С/с, Т/т, У/у, Ф/ф, Х/х, Ц/ц, Ч/ч, Ш/ш, Щ/щ, Ъ/ъ, Ы/ы, Ь/ь, Э/э, Ю/ю, Я/я
- Latino alternativo: Aa, Ää, Bb, Cc, Dd, Ee, Ff, Gg, Hh, Ii, Jj, Kk, Ll, Mm, Nn, Oo, Pp, Qq, Rr, Ss, Tt, Uu, Vv, Ww, Xx, Yy, Zz

Pronúncia para o alfabeto cirílico
|  | Letra | Som            |
|  | ----- | -------------- |
|  | А а   | [a], [ə]       |
|  | Б б   | [b]            |
|  | В в   | [v]            |
|  | Г г   | [ɡ]            |
|  | Д д   | [d]            |
|  | Е е   | [je]           |
|  | Ё ё   | [jo]           |
|  | Ж ж   | [ʒ]            |
|  | З з   | [z]            |
|  | И и   | [i]            |
|  | Й й   | [j]            |
|  | К к   | [k]            |
|  | Л л   | [l]            |
|  | М м   | [m]            |
|  | Н н   | [n]            |
|  | О о   | [o], [ə]       |
|  | П п   | [p]            |
|  | Р р   | [r]            |
|  | С с   | [s]            |
|  | Т т   | [t]            |
|  | У у   | [u]            |
|  | Ф ф   | [f]            |
|  | Х х   | [h]            |
|  | Ц ц   | [ts]           |
|  | Ч ч   | [t͡ʃ]           |
|  | Ш ш   | [ʃ]            |
|  | Щ щ   | [ʃt͡ʃ]          |
|  | Ъ ъ   | hard sign, [ə] |
|  | Ы ы   | [ɨ]            |
|  | Ь ь   | soft sign, [i] |
|  | Э э   | [e]            |
|  | Ю ю   | [ju]           |
|  | Я я   | [ja]           |

## Literatura
Antes de 1917 cerca de 100 livros e panfletos haviam sido publicados, a maioria de caráter religioso e havia ainda mais de 200 manuscritos , dos quais uns 50 eram listas de palavras, não impressos. No século XIX, Sociedade Missionária Ortodoxa Russa de Kazan publicou os primeiros livros texto elementares em língua russa para os Moshkas. Dentre esses havia dois fascículos com amostras de poesia Moshka. O grande estudioso nativo da língua Makar Evsevyev coletou canções folclóricas Moshka em um volume em 1897. Logo nos primórdios do regime da União Soviética, a literatura social e política predominava dentre as publicações. Os livros em Moshka eram todos impressos em Moscou até se estabelece r o Distrito Nacional  Mordovo em 1928. Conferências oficiais em 1928  e em  1935 decretaram o dialeto noroeste do Moshka como a base da língua literária.

## Expressões diversas
| Moksha                                          | Transliteração                                  | Russo                                 | Português                            |
| ----------------------------------------------- | ----------------------------------------------- | ------------------------------------- | ------------------------------------ |
| И́на                                             | Ina                                             | Да                                    | Sim                                  |
| Э́ле                                             | Elä                                             | Да                                    | Sim                                  |
| Пара                                            | Para                                            | Ладно                                 | Bom                                  |
| Аф                                              | Af                                              | Не                                    | Não                                  |
| Аш                                              | Ash                                             | Нет                                   | Não                                  |
| Шумбра́т!                                        | Shumbrat!                                       | Здравствуй!                           | Olá! (para uma pessoa)               |
| Шумбра́тада!                                     | Shumbratada!                                    | Здравствуйте!                         | Olá! (para várias pessoas)           |
| Сюк(пря)!                                       | Sjuk(prä)!                                      | Привет! ("поклон"), Добро пожаловать! | Olá! (Bem vindo!)                    |
| Ульхть шумбра́!                                  | Ulxtj shumbra!                                  | Будь здоров!                          | Se cuide!                            |
| У́леда шумбра́т!                                  | Uläda shumbrat!                                 | Будьте здоровы!                       | Se cuidem!                           |
| Ко́да те́фне?                                     | Koda tefnä?                                     | Как дела?                             | Como vão as coisas para você?        |
| Ко́да э́рят?                                      | Koda erjat?                                     | Как поживаешь?                        | Como vai vocêHow do you do?          |
| Лац! Це́бярьста!                                 | Lats! Tsebärjsta!                               | Неплохо! Замечательно!                | Jóia! Muito bem!                     |
| Ня́емозонк!                                      | Näemazonk!                                      | До свидания!                          | Adeus!                               |
| Ва́ндыс!                                         | Vandis!                                         | До завтра!                            | Até amanhã!                          |
| Шумбра́ста па́чкодемс!                            | Shumbrasta pachkadäms!                          | Счастливого пути!                     | Faça uma boa viagem (avião)!         |
| Па́ра а́зан - ле́здоманкса! - се́мбонкса!           | Para azan - lezdamanksa! - sembänksa!           | Благодарю - за помощь! - за всё!      | Grato - por ajuda! - por tudo!       |
| Аш ме́зенкса!                                    | Ash mezänksa!                                   | Не за что!                            | Não por isso                         |
| Прости́ндамак!                                   | Prostindamak!                                   | Извини!                               | Desaculpe-me!                        |
| Прости́ндамасть!                                 | Prostindamastj!                                 | Извините!                             | Desaculpem-me!                       |
| Тят кя́жиякшне!                                  | Tät käzhijakshnä!                               | Не сердись!                           | Enu não queria ofender!              |
| Ужя́ль!                                          | Uzhälj!                                         | Жаль!                                 | É uma pena!                          |
| Ко́да тонь ле́мце?                                | Koda tonj lemtsä?                               | Как тебя зовут?                       | Qual é teu nome?                     |
| Монь ле́мозе ...                                 | Monj lemazä ...                                 | Меня зовут ...                        | Meu nome é ...                       |
| Мъзя́ра тейть ки́зода?                            | Mezjara tejtj kizada?                           | Сколько тебе лет?                     | Qual é tua idade?                    |
| Мъзя́ра тейнза ки́зода?                           | Mezjara tejnza kizada?                          | Сколько ему (ей) лет?                 | Qual é a idade dela?                 |
| Те́йне ... ки́зот.                                | Tejnä ... kizat.                                | Мне ... лет.                          | Eu tenho… anos.                      |
| Те́йнза ... ки́зот.                               | Tejnza ... kizat.                               | Ему (ей) ... лет.                     | Ele (Ela) tem… anos.                 |
| Мярьк сува́мс?                                   | Märjk suvams?                                   | Разреши войти?                        | Posso entrar?                        |
| Мярьк о́замс?                                    | Märjk ozams?                                    | Разреши сесть?                        | Posso sentar?                        |
| О́зак.                                           | Ozak.                                           | Присаживайся.                         | Sente-se                             |
| О́зада.                                          | Ozada.                                          | Присаживайтесь.                       | Sentem-se.                           |
| Учт аф ла́мос.                                   | Ucht af lamas.                                  | Подожди немного.                      | Por favor, espere um pouco.          |
| Мярьк та́ргамс?                                  | Märjk targams?                                  | Разреши закурить?                     | Posso fumar?                         |
| Та́ргак.                                         | Targak.                                         | Кури(те).                             | Você pode fumar                      |
| Та́ргада.                                        | Targada.                                        | Курите.                               | Vocês podem fumar.                   |
| Аф, э́няльдян, тят та́рга.                        | Af, enäljdän, tät targa.                        | Нет, пожалуйста, не кури.             | Por favor, não fume                  |
| Ко́рхтак аф ламода сяда кайгиста (сяда валомне). | Korxtak af lamada säda kajgista (säda valomnä). | Говори немного погромче (тише).       | Por favor, fale um pouco mais baixo. |
| Аст ни́нге весть.                                | Ast ningä vestj.                                | Повтори ещё раз.                      | Repita mais uma vez                  |
| Га́йфтек те́йне.                                  | Gajftäk tejnä.                                  | Позвони мне.                          | Ligue-me.                            |
| Га́йфтеда те́йне.                                 | Gajftäda tejnä.                                 | Позвоните мне.                        | Liguem-me.                           |
| Га́йфтек те́йне сяда ме́ле.                        | Gajftäk tejnä säda melä.                        | Перезвоните мне позже.                | Ligue-me mais tarde.                 |
| Сува́к.                                          | Suvak.                                          | Войди.                                | Pode entrar.                         |
| Сува́да.                                         | Suvada.                                         | Войдите.                              | Podem entrar                         |
| Ётак.                                           | Jotak.                                          | Проходи.                              | Entre.                               |
| Ётада.                                          | Jotada.                                         | Проходите.                            | Entrem….                             |
| Ша́чема ши́цень ма́рхта!                           | Shachäma shitsänj marxta!                       | С днём рождения!                      | Feliz Aniversário!                   |
| А́рьсян тейть па́ваз!                             | Arjsän tejtj pavaz!                             | Желаю тебе счастья!                   | IDesjo-lhe feçlicidades!             |
| А́рьсян тейть о́цю сатфкст!                       | Arjsän tejtj otsu satvkst!                      | Желаю тебе больших успехов!           | I Desejo-lhe muito sucesso!          |
| Тонь шумбраши́цень и́нкса!                        | Tonj shumbrashitsänj inksa!                     | За твое здоровье!                     | à sua saúde!                         |
| Од Ки́за ма́рхта!                                 | Od Kiza marxta!                                 | С Новым годом!                        | Feliz Ano Novo!                      |
| Ро́штува ма́рхта!                                 | Roshtuva marxta!                                | С Рождеством!                         | Feliz Natal!                         |
| То́ньге ста́не!                                   | Tonjgä stanä!                                   | Тебя также!                           | O mesmo para você!                   |